# Piretro (inseticida)
Piretro é um inseticida botânico com uma toxicidade baixa para os seres humanos e para os animais domésticos feito a partir das flores secas de Chrysanthemum cinerariifolium e Chrysanthemum coccineum. Seu ingrediente ativo são as piretrinas.